# Charles Cordeilles
Charles Cordeilles est un joueur de chalemie et de cornet à bouquin et un compositeur actif à Lyon dans le second quart du XVIe siècle.

## Biographie
À l'occasion de l'entrée de Hippolyte d'Este à Lyon le 17 mai 1540, Cordeilles est payé 9 écus pour jouer avec d'autres joueurs de cornets et de chalemies, sur des tréteaux dressés aux portes de la ville.
Il est encore cité le 18 septembre 1548 lorsqu'il accepte un emploi similaire avec huit autres joueurs pour l'entrée de Henri II à Lyon.

## Œuvres

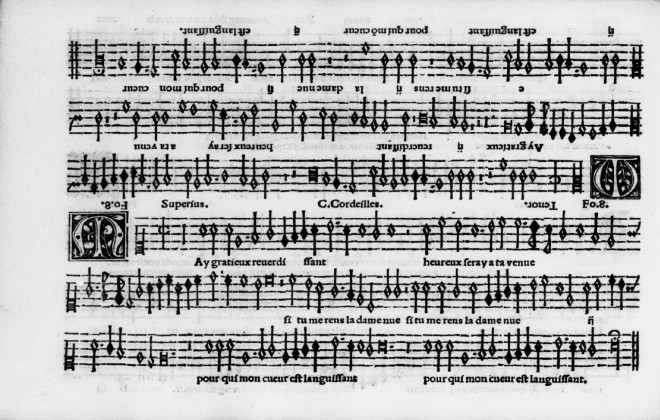
Deux parties de la chanson May gratieux reverdissant de Cordeilles (1540).

Cordeilles fait éditer trois chansons (May gratieux reverdissant, Au despourveu, Doulx preferer) dans le Parangon des chansons, 6e livre de 1540 (RISM 154016, Pogue 1969 n° 26) et une quatrième (Mes durs ennuys) dans le 7e livre de la même année (RISM 154017, Pogue 1969 n° 29).
Il est totalement absent du répertoire parisien, de même du répertoire lyonnais postérieur à Moderne.